# Seb Hines
Seb Hines est un footballeur anglais né le 29 mai 1988 à Wetherby. Il évolue au poste de défenseur central.

## Carrière
Le 24 février 2015, Hines est prêté à Orlando pour la saison 2015 de MLS